# Volker Hanisch
Volker Hanisch (* 1963 in Eckernförde) ist ein deutscher Schauspieler, Hörspiel- und Hörbuchsprecher sowie Synchronsprecher.

## Leben
Sein erstes Engagement hatte Hanisch in Lübeck. Später hatte er Engagements an Theatern in Pforzheim, Osnabrück, Erlangen, Celle, Kiel und den Hamburger Kammerspielen. Neben seiner Bühnentätigkeit ist er auch für Hörfunk und Fernsehen tätig, so spielte Hanisch u. a. im Großstadtrevier und im Tatort.
Als Sprecher ist er zum Beispiel für den NDR (Mare TV) tätig. In Top Gear, The Grand Tour, einer Kochshow sowie verschiedenen Reiseformaten in Italien, Japan und Indien spricht er die Kommentare von James May. In der Anime-Serie Naruto Shippuuden leiht er den Charakteren Madara Uchiha und Tobi seine Stimme. Außerdem spricht er in einigen Dokumentationen Voiceover.

## Filmografie (Auswahl)
- 2000: Die Pfefferkörner (ARD-Fernsehserie, Episode: Starallüren)
- 2000: Großstadtrevier (ARD-Fernsehserie, Episode: Verlorene Töchter)
- 2001: Der Landarzt (ZDF-Fernsehserie, Episode: Muntermacher)
- 2002: Die Hoffnung stirbt zuletzt (Fernsehfilm)
- 2003: Das Duo (ZDF-Fernsehserie, Episode: Der Liebhaber)
- 2004: Das Duo (ZDF-Fernsehserie, Episode: Bauernopfer)
- 2005: Das Duo (ZDF-Fernsehserie, Episode: Blutiges Geld)
- 2005: Die Diebin & der General (Fernsehfilm)
- 2005: Die Rettungsflieger (ZDF-Fernsehserie, Episode: Giftstachel)
- 2014: SOKO Wismar (ZDF-Fernsehserie, Episode: Über sieben Brücken)

## Synchronarbeit (Auswahl)
- 1997: Féodor Atkine (als Ducos) in Die Scharfschützen – 12. Der Schatz des Napoleon[2]
- 1997: Philip Martin Brown (als Saunders) in Die Scharfschützen – 13. Fremde Heimat
- 2002: Charles Martin Smith (als Charles) in Die Pferde des Himmels
- 2006: Željko Ivanek (als Ralph Graves) in Der Große Bluff – Das Howard Hughes Komplott
- 2006: Simon Pegg (als Gus) in Big Nothing
- 2006: Edward Norton (als Eisenheim) in The Illusionist (Kinofassung)
- 2006: Edward Norton (als Walter Fane) in Der bunte Schleier (Kinofassung)
- 2007: Jason Sudeikis (als Jim Whittman) in Meet Bill
- 2007: Naoya Uchida (als Madara Uchiha) in Naruto Shippuden
- 2008: Michael Buster (als Mr. Lund) in High School Superhero
- 2008: Adrian Edmondson (als Henry Austen) in Miss Austen Regrets
- 2008: Timothy Hutton (als Richard Ledge) in Alphabet Killer
- 2008: Phillip Shepherd (als Dr. Klaus) in The Summit – Todesvirus beim Gipfeltreffen
- 2009: Jacob Ericksson (als Christer Malm) in Verblendung
- 2010: Jacob Ericksson (als Christer Malm) in Vergebung
- 2010–2021: Thomas, die kleine Lokomotive als Toby
- 2011: Niklas Åkerfelt (als Arto Söderstedt) in Arne Dahl: Misterioso
- 2012: Flammenmeister Clayton (als Flammenmeister Clayton) in Borderlands 2
- 2012: Niklas Åkerfelt (als Arto Söderstedt) in Arne Dahl: Böses Blut (Ont blod)
- 2012: Niklas Åkerfelt (als Arto Söderstedt) in Arne Dahl: Falsche Opfer (Upp till toppen av berget; Miniserie)
- 2012: Niklas Åkerfelt (als Arto Söderstedt) in Arne Dahl: Rosenrot (De största vatten; Miniserie)
- 2012: Niklas Åkerfelt (als Arto Söderstedt) in Arne Dahl: Tiefer Schmerz (Europa Blues; Miniserie)
- 2014: J. D. Evermore (als Doktor) in Wicked Blood
- 2015: René van’t Hof (als Fred) in Little Gangster
- 2016: McChronicle (als McChronicle) in Deponia Doomsday
- 2016–2019: Naruto (als Madara Uchiha) in Naruto Shippuden

## Hörbücher (Auswahl)
- 2013: John Dos Passos: Orient-Express (Hörbuch Hamburg) – ISBN 978-3-89903-588-9 (ungekürzt: Audible)
- 2020: Anthony Horowitz: Mord in Highgate: Hawthorne ermittelt, GOYALiT aus dem Hause JUMBO, ISBN 978-3-8337-4204-0
- 2022: Brian Selfon: Nachtarbeiter. GOYALiT aus dem Hause JUMBO, ISBN 978-3-8337-4480-8